# Adeline Gray
Adeline Maria Gray (ur. 15 stycznia 1991 w Denver) – amerykańska zapaśniczka. Srebrna medalistka olimpijska z Tokio 2020 w kategorii 76 kg i siódma w Rio de Janeiro 2016 w kategorii 75 kg.
Sześciokrotna mistrzyni i trzykrotna brązowa medalistka mistrzostw świata. Triumfatorka igrzysk panamerykańskich w 2015 i mistrzostw panamerykańskich w 2018, 2019 i 2021. Uniwersytecka mistrzyni świata w 2012. Druga w Pucharze Świata w 2012 i 2019; czwarta w 2009, 2015, 2017 i 2018; szósta w 2014 i siódma w 2010 roku.
Mistrzyni świata z 2012 roku w kategorii wagowej do 67 kg i w 2014 w wadze do 75 kg i brązowa medalistka w 2011 i 2013. Triumfatorka MŚ juniorów w 2008 i druga w 2011 roku.
Zawodniczka DeVry University i University of Colorado Boulder.